# ニコラス・ラペンティ

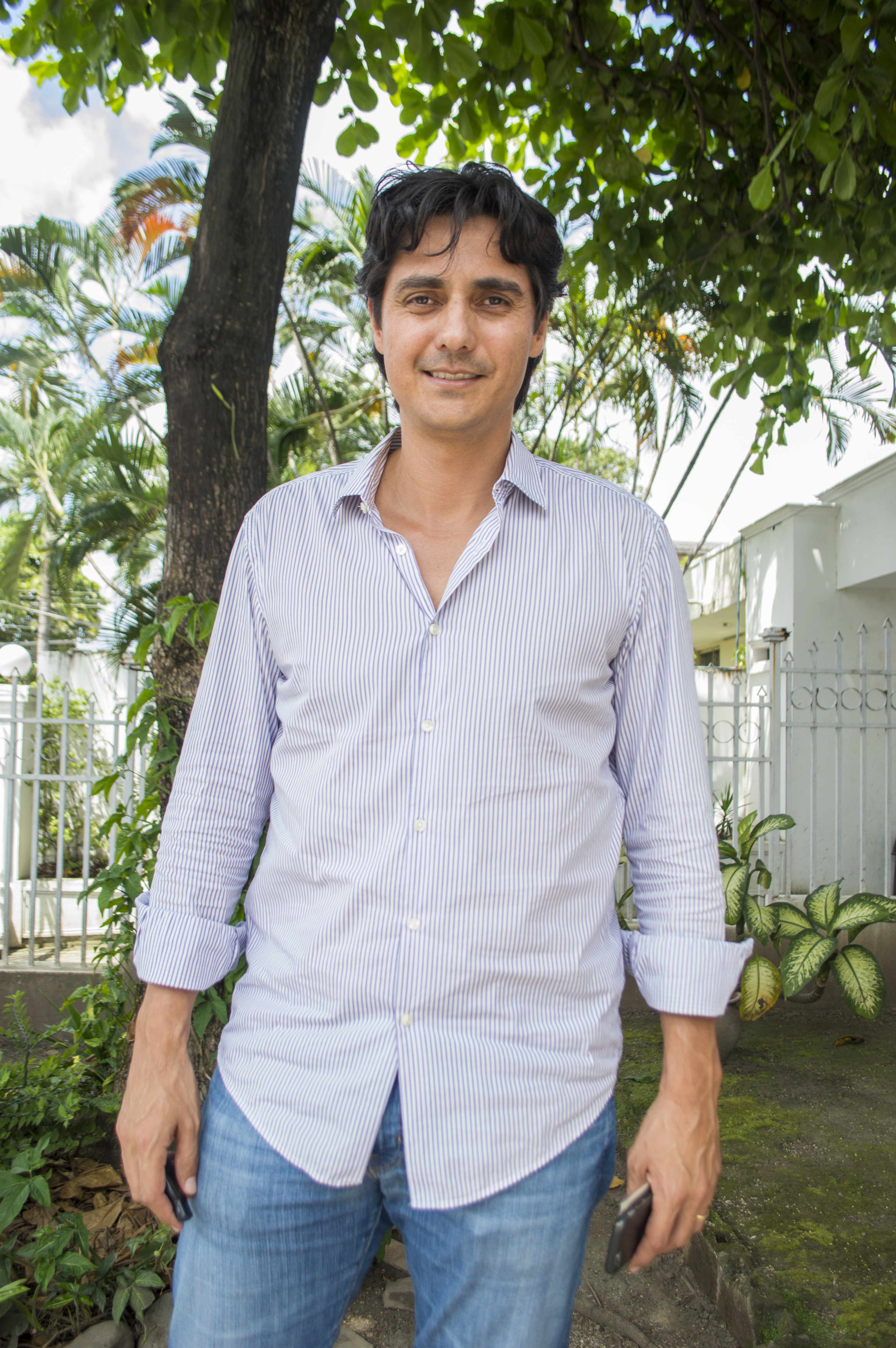
ニコラス・アレクサンダー・ラペンティ・ゴメス.

ニコラス・アレクサンダー・ラペンティ・ゴメス（Nicolás Alexander Lapentti Gómez, 1976年8月13日 - ）は、エクアドル・グアヤキル出身の男子プロテニス選手。1999年の全豪オープン男子シングルスでベスト4に入った選手で、エクアドルのテニス選手として1990年の全仏オープン優勝者アンドレス・ゴメス以来の世界ランキングトップ10入りを果たした選手である。自己最高ランキングはシングルス6位、ダブルス32位。ATPツアーでシングルス5勝、ダブルス3勝を挙げた。身長188cm、体重86kg。右利き、バックハンド・ストロークは両手打ち。アンドレス・ゴメスとは親族関係でもあり、ゴメスはラペンティの母親のいとこにあたる。弟のジョバンニ・ラペンティもプロテニス選手。

## 来歴
6歳からテニスを始め、1993年から男子テニス国別対抗戦・デビスカップエクアドル代表選手となる。それ以来、ラペンティは2007年を除き17年デビスカップに出場し、チーム成績でもアンドレス・ゴメスを抜き歴代1位の「61勝34敗(シングルス41勝16敗、ダブルス20勝18敗)」の成績を挙げている。1995年にプロ入りし、その年にコロンビア・オープンでツアー初優勝。1999年全豪オープンで、ラペンティは準々決勝で第7シードのカロル・クチェラを7-6, 6-7, 6-2, 0-6, 8-6で破ってベスト4に進出した。準決勝でトーマス・エンクビストに3-6, 5-7, 1-6で完敗した。全豪で4強入りした1999年、ラペンティはツアーでもシングルス2勝を挙げ、同年末に世界ランキングを自己最高の6位に上げた。
2000年はジャパン・オープン・テニス選手権で、シェング・シャルケンに4-6, 6-3, 1-6で敗れた準優勝がある。2002年ウィンブルドン選手権でベスト8進出し、大会初出場だったアルゼンチンのダビド・ナルバンディアンに4-6, 4-6, 6-4, 6-4, 4-6の接戦で敗れた。オリンピックは1996年のアトランタ五輪、2004年のアテネ五輪、2008年の北京五輪に出場したが、いずれも男子シングルス1回戦で敗れている。
デビスカップでのラペンティは、デビスカップ2000ワールドグループ・プレーオフでティム・ヘンマンやグレグ・ルーゼドスキー擁するイギリスに勝利し、デビスカップ2001ワールドグループ進出を果たした。しかし、ワールドグループ1回戦ではオーストラリアに1勝4敗で敗れ、ワールドグループ・プレーオフでもイギリスに敗れたため、再びアメリカ・ゾーン・グループ1に逆戻りしてしまった。その後も2003年と2005年にワールドグループ・プレーオフまで進出しているが、ワールドグループ復帰には届かなかった。2009年のブラジルとのプレーオフで、シングルスでトマス・ベルッシとマルコス・ダニエルに勝利、弟のジョバンニと組んだダブルスでもアンドレ・サ/マルセロ・メロ組に勝利して通算3勝2敗で勝利して、2010年はワールドグループ復帰を果たしている。
2010年全仏オープン男子シングルス1回戦でテーラー・デントに敗れた試合が最後の試合出場となり、ラペンティは2011年1月に現役引退を正式に発表した。

## ATPツアー決勝進出結果

### シングルス: 12回 (5勝7敗)
| 大会グレード                                  |
| グランドスラム (0-0)                          |
| テニス・マスターズ・カップ (0-0)              |
| ATPマスターズシリーズ (0-0)                   |
| ATPインターナショナルシリーズ・ゴールド (2-1) |
| ATPインターナショナルシリーズ (3–6)           |

| サーフェス別タイトル |
| ハード (1–1)         |
| クレー (3-6)         |
| 芝 (0-0)             |
| カーペット (1-0)     |

| 結果   | No. | 決勝日         | 大会                 | サーフェス        | 対戦相手                   | スコア              |
| ------ | --- | -------------- | -------------------- | ----------------- | -------------------------- | ------------------- |
| 優勝   | 1.  | 1995年9月11日  | ボゴタ               | クレー            | ミゲル・トボン             | 2–6, 6–1, 6–4       |
| 準優勝 | 1.  | 1996年9月9日   | ボゴタ               | クレー            | トーマス・ムスター         | 7–6(6), 2–6, 3–6    |
| 準優勝 | 2.  | 1997年10月27日 | ボゴタ               | クレー            | フランシスコ・クラベット   | 3–6, 3–6            |
| 準優勝 | 3.  | 1999年7月5日   | グシュタード         | クレー            | アルベルト・コスタ         | 6–7(4), 3–6, 4–6    |
| 優勝   | 2.  | 1999年8月16日  | インディアナポリス   | ハード            | ヴィンセント・スペーディア | 4–6, 6–4, 6–4       |
| 優勝   | 3.  | 1999年10月18日 | リヨン               | カーペット (室内) | レイトン・ヒューイット     | 6–3, 6–2            |
| 準優勝 | 4.  | 2000年10月9日  | 東京                 | ハード            | シェング・シャルケン       | 4–6, 6–3, 1–6       |
| 優勝   | 4.  | 2001年7月23日  | キッツビュール       | クレー            | アルベルト・コスタ         | 1–6, 6–4, 7–5, 7–5  |
| 準優勝 | 5.  | 2002年2月11日  | ビニャ・デル・マール | クレー            | フェルナンド・ゴンサレス   | 3–6, 7–6(5), 6–7(4) |
| 優勝   | 5.  | 2002年5月20日  | ザンクト・ペルテン   | クレー            | フェルナンド・ビセンテ     | 7–5, 6–4            |
| 準優勝 | 6.  | 2003年7月7日   | ボースタード         | クレー            | マリアノ・サバレタ         | 3–6, 4–6            |
| 準優勝 | 7.  | 2006年9月25日  | パレルモ             | クレー            | フィリッポ・ボランドリ     | 7–5, 1–6, 3–6       |

### ダブルス: 7回 (3勝4敗)
| 結果   | No. | 決勝日         | 大会                 | サーフェス | パートナー             | 対戦相手                                              | スコア         |
| ------ | --- | -------------- | -------------------- | ---------- | ---------------------- | ----------------------------------------------------- | -------------- |
| 準優勝 | 1.  | 1996年9月9日   | ボゴタ               | クレー     | パブロ・カンパーナ     | ニコラス・ペレイラ ダビド・リクル                     | 3–6, 6–7       |
| 優勝   | 1.  | 1997年7月7日   | アムステルダム       | クレー     | ポール・キルデリー     | アンドリュー・クラッツマン リボル・ピメク             | 3-6, 7-5, 7-6  |
| 優勝   | 2.  | 1997年10月20日 | メキシコシティ       | クレー     | ダニエル・オルサニッチ | ルイス・エレラ マリアノ・サンチェス                   | 4-6, 6-3, 7-6  |
| 準優勝 | 2.  | 1997年11月3日  | サンティアゴ         | クレー     | フリアン・アロンソ     | ヘンドリク・ヤン・デビッツ アンドリュー・クラッツマン | 6-7, 7-5, 4-6  |
| 優勝   | 3.  | 1999年1月4日   | アデレード           | ハード     | グスタボ・クエルテン   | ジム・クーリエ パトリック・ガルブレイス               | 6-4, 6-4       |
| 準優勝 | 3.  | 1999年4月26日  | プラハ               | クレー     | マーク・ケイル         | ラデク・ステパネク マルティン・ダム                   | 0–6, 2–6       |
| 準優勝 | 4.  | 2004年2月15日  | ビニャ・デル・マール | クレー     | マルティン・ロドリゲス | フアン・イグナシオ・チェラ ガストン・ガウディオ       | 6–7(2), 6–7(3) |

## 4大大会シングルス成績
略語の説明
| W | F | SF | QF | #R | RR | Q# | LQ | A | Z# | PO | G | S | B | NMS | P | NH |

W=優勝, F=準優勝, SF=ベスト4, QF=ベスト8, #R=#回戦敗退, RR=ラウンドロビン敗退, Q#=予選#回戦敗退, LQ=予選敗退, A=大会不参加, Z#=デビスカップ/BJKカップ地域ゾーン, PO=デビスカップ/BJKカッププレーオフ, G=オリンピック金メダル, S=オリンピック銀メダル, B=オリンピック銅メダル, NMS=マスターズシリーズから降格, P=開催延期, NH=開催なし.
| 大会           | 1996 | 1997 | 1998 | 1999 | 2000 | 2001 | 2002 | 2003 | 2004 | 2005 | 2006 | 2007 | 2008 | 2009 | 2010 | 通算成績 |
| -------------- | ---- | ---- | ---- | ---- | ---- | ---- | ---- | ---- | ---- | ---- | ---- | ---- | ---- | ---- | ---- | -------- |
| 全豪オープン   | 1R   | A    | 2R   | SF   | 2R   | 2R   | 4R   | 3R   | 2R   | A    | A    | 2R   | A    | 1R   | 1R   | 15–11    |
| 全仏オープン   | 1R   | 2R   | 1R   | 2R   | 4R   | 2R   | 1R   | 3R   | 1R   | LQ   | 2R   | 2R   | 3R   | 1R   | 1R   | 12–14    |
| ウィンブルドン | 2R   | 1R   | 1R   | 2R   | 1R   | A    | QF   | 2R   | A    | A    | A    | 2R   | 1R   | 1R   | A    | 8–10     |
| 全米オープン   | 1R   | 2R   | 1R   | 2R   | 2R   | 3R   | 1R   | 2R   | LQ   | 1R   | LQ   | 1R   | 1R   | 2R   | A    | 7–12     |